# Viggtjärnen (Hassela socken, Hälsingland)
Viggtjärnen är en sjö i Nordanstigs kommun i Hälsingland och ingår i Harmångersåns huvudavrinningsområde. Sjön har en area på 0,151 kvadratkilometer och ligger 138,1 meter över havet.

## Delavrinningsområde
Viggtjärnen ingår i det delavrinningsområde (688628-155102) som SMHI kallar för Utloppet av Hasselasjön. Medelhöjden är 189 meter över havet och ytan är 60,2 kvadratkilometer. Räknas de 73 avrinningsområdena uppströms in blir den ackumulerade arean 649,5 kvadratkilometer. Avrinningsområdets utflöde Harmångersån (Kölån) mynnar i havet. Avrinningsområdet består mestadels av skog (69 procent). Avrinningsområdet har 8,84 kvadratkilometer vattenytor vilket ger det en sjöprocent på 14,7 procent. Bebyggelsen i området täcker en yta av 0,86 kvadratkilometer eller 1 procent av avrinningsområdet.